# Christoph Spendel

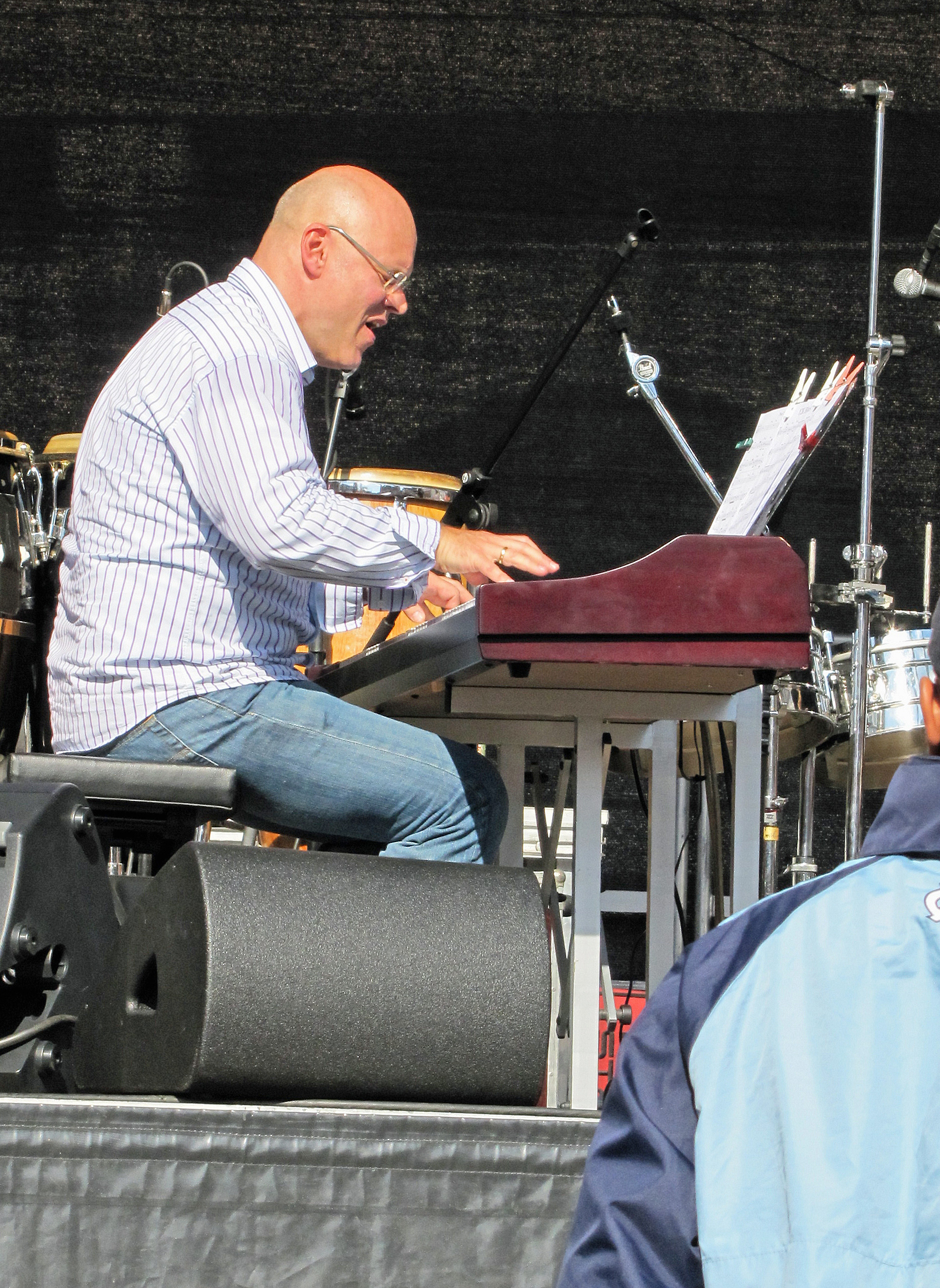
2010 in Frankfurt am Main

Christoph Spendel (* 19. Juli 1955 in Bytom, Polen) ist ein deutscher Jazzpianist, Komponist und Produzent von Film- und Fernsehmusik sowie von elektronischer Chillout-Musik. Zudem ist er als Hochschullehrer und Musikjournalist tätig.

## Leben und Wirken
Spendel erhielt seinen ersten Klavierunterricht im Alter von fünf Jahren bei seiner Mutter Maria Christa Spendel, einer Klavierpädagogin. Diesen setzte er später fort an der Folkwang-Hochschule in Essen. Nach einem Jazzkurs an der Clara-Schumann-Musikschule bei dem Flötisten Hermann Gehlen studierte Spendel an der Robert Schumann Hochschule Düsseldorf bei Bernhard Roderburg. Parallel dazu begann er seine professionelle Karriere als Musiker Mitte der 1970er Jahre als Mitglied der Gruppe Jazztrack (mit Wolfgang Engstfeld, Uli Beckerhoff und Sigi Busch). Er spielte später mit Michael Sagmeister im Quartett, aber auch mit Albert Mangelsdorff, Hans Koller, Gerd Dudek, Manfred Schoof, Christof Lauer, Wolfgang Dauner und Wolfgang Schlüter.
Nachdem Spendel 1992 in die USA übersiedelt war, tourte er mit der Smooth-Jazz-Gruppe Special EFX ungefähr zwei Jahre durch Nordamerika und gastierte in diversen Clubs, ferner auf zahlreichen Festivals. Weitere Tourneen – viele davon für das Goethe-Institut – führten ihn nach Kanada, Israel, Australien, Kuba, Norwegen u. a. Er trat bei den Berliner Jazztagen 1975, 1978, 1990 und beim Montreux Jazz Festival 1997 auf.
Spendel leitete mit Reuben Hoch die Fusionband West End Avenue (drei Alben, u. a. mit Jim Pepper und Lonnie Plaxico) und hat in Fusion-Produktionen mit Jeremy Steig sowie Bob Mintzer, aber auch mit Michal Urbaniak, Stu Goldberg, Miroslav Vitouš, Urszula Dudziak und Randy Brecker mitgewirkt. Für eine kurze Zeit war er Mitglied bei der ebenfalls in New York ansässigen Band The Fantasy Ban mit Chuck Loeb, Dave Valentin und Dave Samuals. Weiterhin hat er mit Norma Winstone, Didier Lockwood, Dave Liebman, Eddie Harris, Airto Moreira, Flora Purim, Dave Pike und Alphonse Mouzon zusammengearbeitet.

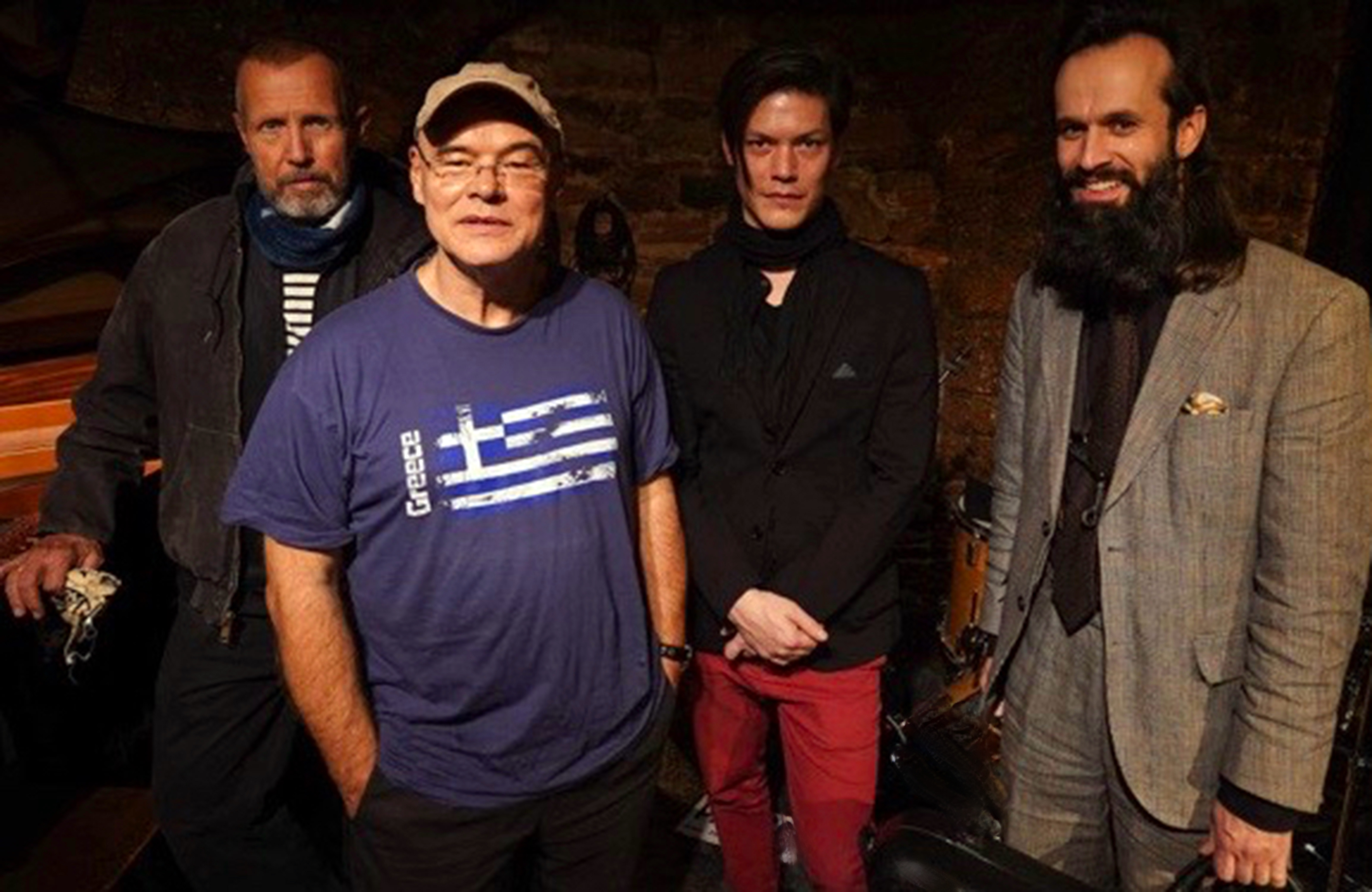
Christoph Spendel Group 2021

Seit 2000 lebt er in Frankfurt am Main. Dort komponiert und produziert er in seinem eigenen Studio Fernseh- und Filmmusik. 2002 gründete er mit dem japanischen Elektronikproduzenten Naoki Kenji und dem aus Afghanistan stammenden Perkussionisten Hakim Ludin das Chillout-Projekt Planet Lounge, das drei Alben hervorbrachte. 2010 formte er das Acid-Jazz-Projekt Jazzmatics, sein an brasilianischer Musik orientiertes Projekt Brasitronics und das in New York begonnene Smooth Jazz Park. 2019 entstand seine neue Christoph Spendel Group mit zunächst Peter Klohmann an Saxophon und Flöte, Thomas Heidepriem am Bass und Martin Standke am Schlagzeug (seit 2023 Jan Beiling Saxophon, EWI, Claudio Zanghieri Bass und Elias Bollinger Drums und Percussion).
Von 1999 bis 2021 lehrte er als Professor für Jazz-Piano an der Hochschule für Musik und Darstellende Kunst Frankfurt am Main.

## Diskographische Hinweise

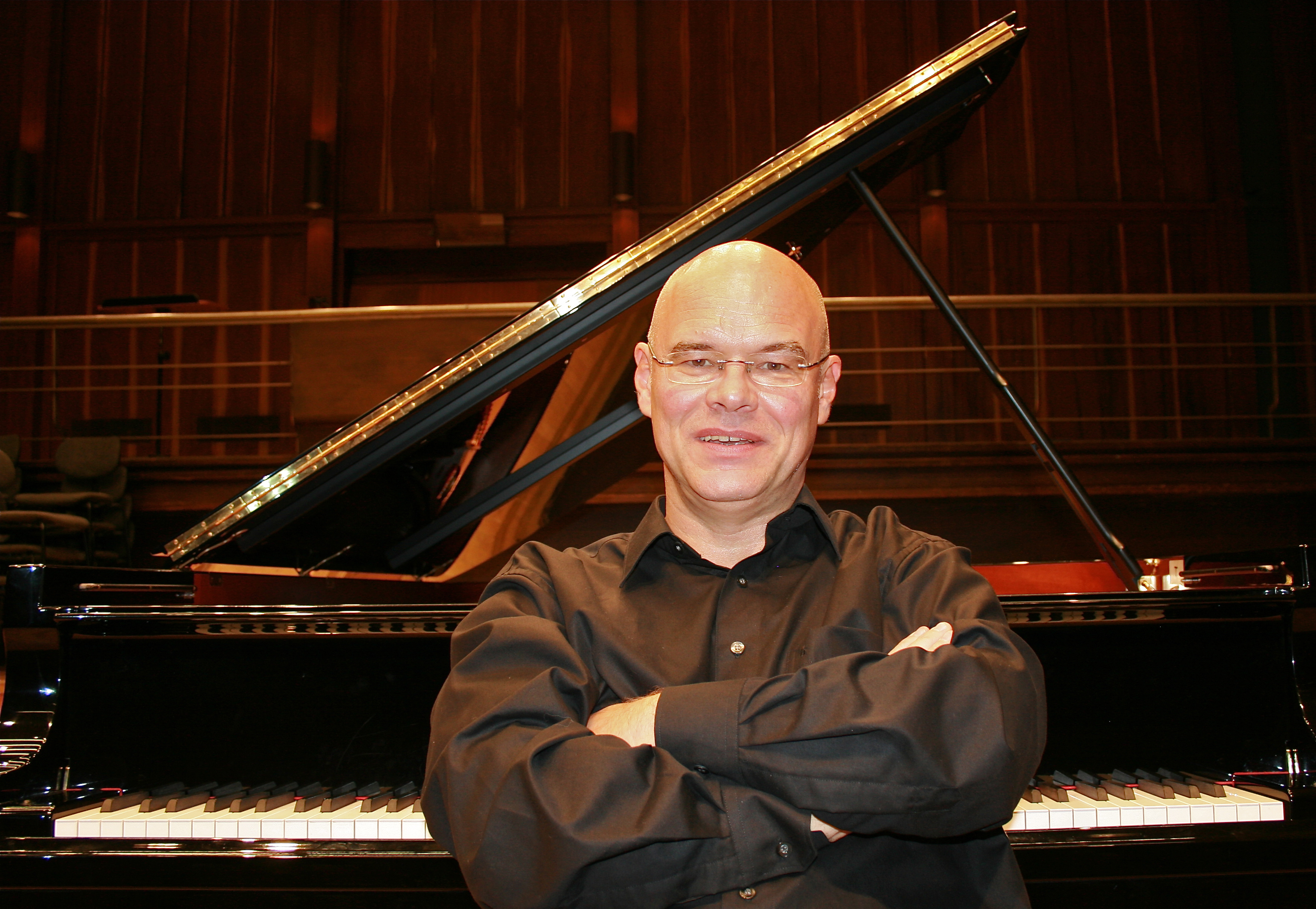
Christoph Spendel, 2016

- 1980: Christoph Spendel Group feat. Michael Sagmeister Limousine (Trion Records) Schallplatte, CD, Download
- 1982: Dreams and Melodies (L+R Records, solo) Schallplatte, CD, Download
- 1988: Christoph Spendel Group feat. Annie Whitehead: Ready for Take Off (L+R Records) Schallplatte, CD, Download
- 1989: West End Avenue 1 (Nabel Records, mit Jim Pepper, Ron McClure, Reuben Hoch) Schallplatte, CD
- 1989: Spendel – feat. Jeremy Steig, Bill Evans, Ray Gomez, Anthony Jackson (L+R Records) Schallplatte, CD, Download
- 1997: The Art of Solo Piano(Blue Flame Records, so, solo) CD, Download
- 2001: New Avenues – Trio mit André Nendza, Kurt Billker (Konnex Records, Blue Flame Records) CD, Download
- 2004: HGBSthetik (HGBS Records, solo) CD, Download
- 2021: Christoph Spendel Group feat. Peter Klohmann, Thomas Heidepriem, Martin Standke: Avenue E (Blue Flame Records)
- 2024: Christoph Spendel Group feat. Jan Beiling, Claudio Zanghieri, Elias Bollinger: Spirits from the South (Blue Flame Records)